# Argyranthemum
Argyranthemum és un gènere de plantes angiospermes dins la família de les asteràcies.

## Distribució
El gènere Argyranthemum és endèmic de les illes de la Macaronèsia, només es troba a les illes Canàries, Madeira i les illes Salvatges.

## Taxonomia
Dins d'aquest gènere es reconeixen les següents espècies:
- Argyranthemum adauctum (Link) Humphries
- Argyranthemum broussonetii (Balb. ex Pers.) Humphries
- Argyranthemum callichrysum (Svent.) Humphries
- Argyranthemum coronopifolium (Willd.) Webb
- Argyranthemum dissectum (Lowe) Lowe
- Argyranthemum escarrei (Svent.) Humphries
- Argyranthemum filifolium (Sch.Bip.) Humphries
- Argyranthemum foeniculaceum (Willd.) Webb ex Sch.Bip.
- Argyranthemum frutescens (L.) Sch.Bip. - margarida[3]
- Argyranthemum gracile Sch.Bip.
- Argyranthemum haematomma Lowe
- Argyranthemum haouarytheum Humphries & Bramwell
- Argyranthemum hierrense Humphries
- Argyranthemum lemsii Humphries
- Argyranthemum lidii Humphries
- Argyranthemum maderense (D.Don) Humphries
- Argyranthemum pinnatifidum (L.f.) Webb
- Argyranthemum sundingii L.Borgen
- Argyranthemum sventenii Humphries & Aldridge
- Argyranthemum tenerifae Humphries
- Argyranthemum thalassophilum (Svent.) Humphries
- Argyranthemum webbii Sch.Bip.
- Argyranthemum winteri (Svent.) Humphries